# Brzezowa (powiat myślenicki)
Brzezowa – wieś w Polsce, położona w województwie małopolskim, w powiecie myślenickim, w gminie Dobczyce.
W Brzezowej znajduje się stacja badawcza Instytutu Geografii i Gospodarki Przestrzennej UJ, w której prowadzi się m.in. badania klimatyczne.
Pochodzenie nazwy – od występujących tutaj lasów brzozowych. Dawna nazwa miejscowości – Brzozowa.
| SIMC    | Nazwa      | Rodzaj     |
| ------- | ---------- | ---------- |
| 1050550 | Gaik       | przysiółek |
| 0316690 | Rola       | część wsi  |
| 0316708 | Targoszyna | przysiółek |

W latach 1954–1961 wieś należała i była siedzibą władz gromady Brzezowa, po jej zniesieniu w gromadzie Droginia. 
W latach 1975–1998 miejscowość należała administracyjnie do województwa krakowskiego.
Zabytki – kamienne dziewiętnastowieczne figury: Chrystusa Frasobliwego, Serca Jezusowego, dwie NMP Niepokalanie Poczętej. Żelazny krzyż przydrożny z XIX wieku.